# Otte Christoffer Rosenkrantz
Otte Christoffer Rosenkrantz (28. oktober 1569 – 1621) var en dansk adelsmand.

## Biografi
Hans forældre var rigsråd Holger Ottesen Rosenkrantz og Karen Gyldenstierne. Han fødtes på Bygholm. 1582 kom han sammen med broderen Frederik i huset hos lektor, senere biskop, Peder Hegelund i Ribe. Efter halvandet år her kom han til hoffet. I 1590 var han i enkedronning Sophies følge, da hun ledsagede datteren Elisabeth og svigersønnen hertug Henrik Julius til Braunschweig. Desværre førte hans hoftjeneste hverken til stilling som hofjunker eller en post som lensmand.
Den 6. august 1592 holdt han bryllup med Gisel Podebusk, en datter af den rige Mourids Podebusk. Otte Christoffer Rosenkrantz var også selv ud af en rig slægt, men trods dette udgangspunkt endte han økonomisk uføre og bundløs gæld. I den henseende er han ikke enstående blandt 1600-tallets danske adelsmænd, men dog nok blandt de mere grelle eksempler. Hans vanskeligheder skyldtes til dels et overdådigt liv med tilhørende overforbrug, men nok især ukloge pengetransaktioner og skæbnesvangre kautioner. Efterhånden som hans gæld voksede, måtte han betale højere og højere renter af sine lån. Selvom han søgte at klare skærene ved at sælge ud af sine godser, har man regnet ud, at han ved sin død efterlod sig en gæld på ca. 100.000 rigsdaler, en uhyre sum efter datidens forhold. Med sin hustru fik han Korsbrødregaard i Ribe som medgift. Denne pantsatte han 1604. Ved moderens død 1613 arvede han Stjernholm ved Horsens, som han 1616 solgte til Kronen.
Hans uheldige dispositioner medførte, at han aldrig fik sig nogen offentlige hverv. 1608 var han en af den jyske adels deputerede ved prins Christians valg til tronfølger, og 1609 blev han fændrik ved en af adelsfanerne. Men mere blev det ikke til. Hans hustru døde 1619, selv fulgte han hende 2 år efter i graven. Hans søn måtte straks sælge både Boller og Rosenvold for at dække den «mærkelig store» gæld.